# بلیدنزبرگ (اوهایو)
بلیدنزبرگ، اوهایو (انگلیسی: Bladensburg, Ohio) یک حوزه سرشماری است بین شهرهای کلی و جکسون و شهرستان ناکس، اوهایو در ایالت اوهایو در ایالات متحده آمریکا کد اداره پست آن ۴۳۰۰۵ است و در امتداد شاهراه اتوبان ۵۴۱ و شرق مارتینزبرگ قرار دارد. بلیدنزبرگ همه ساله محل برگزاری رژه مذهبی مسیحیان است که از سال ۱۹۷۱ جریان داشته‌است.